# トシコツメアシフタオシジミ
トシコツメアシフタオシジミ （Hypolycaena toshikoae）は、チョウ目（鱗翅目）アゲハチョウ上科シジミチョウ科に分類されるチョウの一種。フィリピン固有種。1981年にルソン島南部で1匹のオスが採集された後、記録がなく、28年後の2009年にミンドロ島のハルコン山でオスの生息が確認された。

## 分布
ルソン島、ミンドロ島に産する。ルソンでの記録はホロタイプ標本だけで、ミンドロではハルコン山で見られるが、個体数は少なく、特にメスは稀である。

## 形態
前翅長は10-13mm。オスの翅表・外縁の黒色部分は他のフィリピン産のツメアシフタオシシジミ属のチョウと比較すると幅広い。メスの翅表は黒褐色で後翅に橙色部があり、シロウズツメアシフタオシジミのメスに似る。

## 生態
ミンドロ島のハルコン山（2505m）では中腹よりやや標高の高い1500mぐらいの樹林地帯に生息する。採集データによると年2化性と思われる。
種名の語源 :種名は命名者の母、林　敏子に因む。